# New Music Award

Logo des New Music Award

Der New Music Award (bis 2009: RadioAward für neue Musik) ist ein Preis für junge Musiker und Bands in Deutschland und eine Gemeinschaftsproduktion aller jungen Radiosender der ARD.

## Hintergründe
In den ersten zwei Jahren wurde der Preis als eine Kooperation von MDR Sputnik, You FM und Radio Fritz unter dem Namen RadioAward für neue Musik verliehen. Mittlerweile sind mit Dasding, N-Joy, BR PULS, 103.7 UnserDing, 1 Live, Bremen Next, MDR Sputnik; FRITZ, You-FM und Deutschlandfunk Nova alle neuen Jugendradiowellen der ARD an der Kooperation beteiligt. Durchgeführt wird die Preisverleihung von Four Artists.
Jeder Sender schickt einen Newcomer ins Rennen, der Gewinner wird am Abend von einer unabhängigen Jury (Branchenexperte, Musikchefs der beteiligten Radiosender, Musiker) und dem Publikum bestimmt.
Im Jahr 2015 wurde der New Music Award mit dem Live-Entertainment-Award in der Kategorie Künstler-/Nachwuchsförderung des Jahres ausgezeichnet.
Seit 2018 wird neben dem „Newcomer des Jahres“ auch ein „Durchstarter des Jahres“ gekürt.

## Gewinner
- 2008: Bonaparte
- 2009: Jona:s (heute: OK Kid)
- 2010: Kraftklub
- 2011: Captain Capa
- 2012: Tonbandgerät
- 2013: Exclusive
- 2014: Lary
- 2015: Antilopen Gang
- 2016: Kytes
- 2017: Leoniden
- 2018: Novaa (Newcomerin des Jahres) und Lea (Durchstarterin des Jahres)[6]
- 2019: Majan (Newcomer des Jahres) und Giant Rooks (Durchstarter des Jahres)[7]
- 2020: Céline (Newcomerin des Jahres) und Zoe Wees (Durchstarterin des Jahres)[8]
- 2021: Rote Mütze Raphi (Newcomerin des Jahres) sowie Luna und Leony Burger (Durchstarterinnen des Jahres)[9]
- 2022: Ennio (Newcomer des Jahres) und ClockClock (Durchstarter des Jahres)[10]
- 2023: Blumengarten (Newcomer des Jahres) und Ayliva (Durchstarterin des Jahres)[11]